# Bretzeli

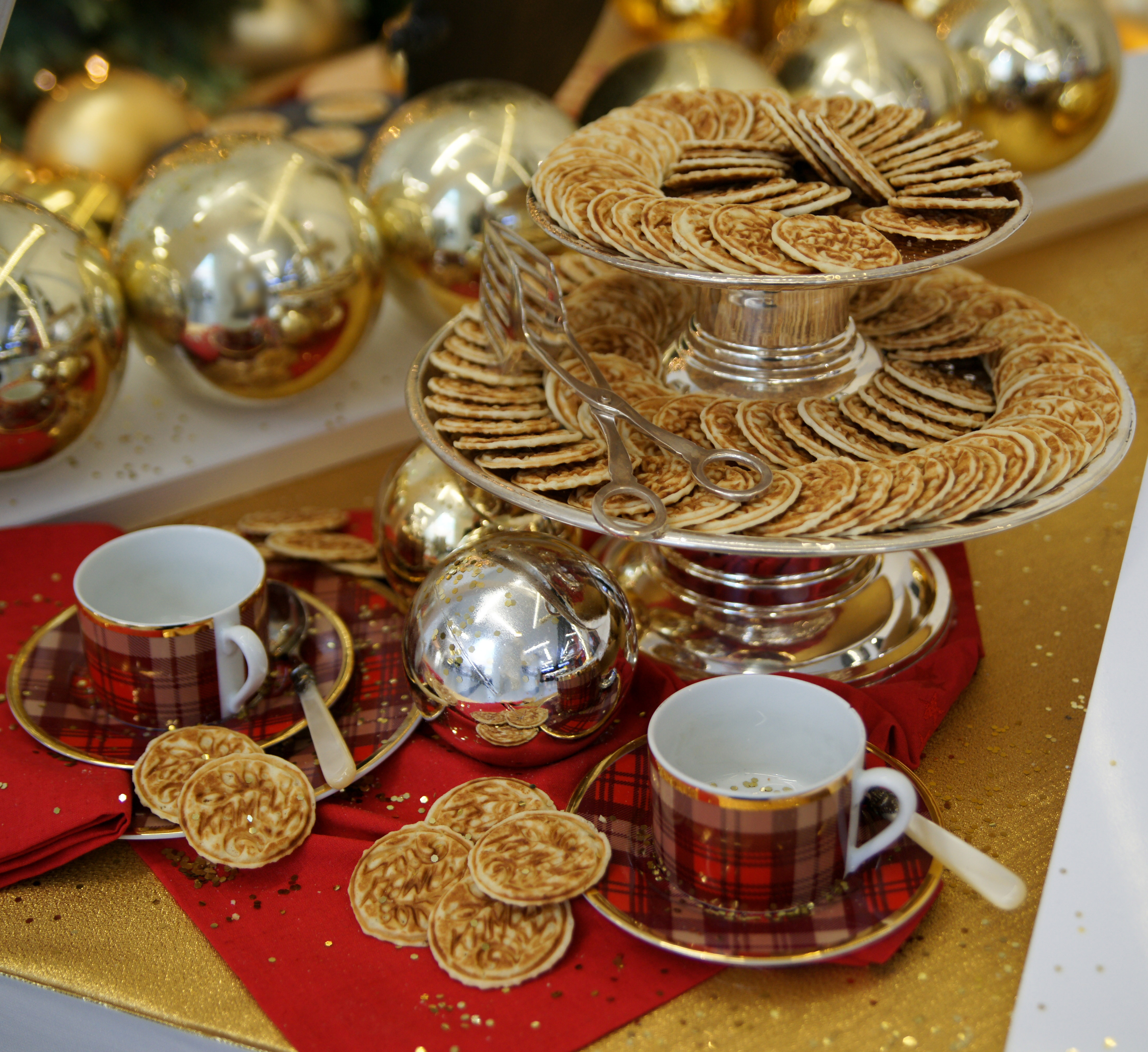
Kambly Bretzeli

Bretzeli, oft in der französischen Form Bricelet, sind eine bekannte Feingebäckspezialität aus der Schweiz, vorzugsweise aus der Westschweiz. Kommerziell vermarktet werden sie u. a. durch die  Emmentaler Firma Kambly.
Zubereitet werden sie aus Weizenmehl, Zucker, pflanzlichem Fett, Eiern, Butter sowie Backtriebmittel. Als natürliche Aromen enthalten sie Zitronenöl. Der Teig wird hauchdünn auf einem Bretzeli-Eisen ausgebacken und sollte ähnlich einem Hippengebäck noch kurzzeitig formbar sein.